# Rantigny
Rantigny és un municipi francès, situat al departament de l'Oise i a la regió dels Alts de França. L'any 1999 tenia 2.521 habitants.

## Situació
Rantigny es troba al sud de Clermont de l'Oise, aproximadament a mig camí entre Clermont i Creil.

## Administració
Rantigny forma part del cantó de Liancourt, que al seu torn forma part de l'arrondissement de Clermont. L'alcalde de la ciutat és Michel Bance (2001-2008).